# Raadi herrgård
Raadi herrgård (estniska: Raadi mõis; tyska: Raadi Ratshof) är en herrgård i norra delen av staden Tartu i Estland.
Raadi herrgård kom från 1751 i familjen von Lipharts ägo. Den senaste, nu i huvudsak förstörda, anläggningen byggdes med början 1783 i omgångar på 1700-, 1800- och början av 1900-talen. Parkanläggningen är baserad på ritningar från mitten av 1700-talet av den franske landskapsarkitekten Peter Joseph Lenné.
Konstkännaren och -samlaren Karl Eduard von Liphart var ägare till godset vid mitten av 1800-talet. Efter konflikt med sonen, konstnären Ernst Friedrich von Liphart, gjorde han sonen arvlös, men andra medlemmar av familjen ägde det fram till efter den ryska revolutionen och Estlands självständighetsförklaring. Herrgården exproprierades 1919 av den nyblivna estländska regeringen och överlämnades 1922 till Tartu universitet, som delade Raadi herrgård med sig till Estlands nationalmuseum. På 1920- och 1930-talen användes herrgårdens huvudbyggnad som lokaler för Estlands nationalmuseum. 
Huvudbyggnaden totalförstördes under Slaget om Tartu 1944. Det neoklassiska porthuset från slutet av 1800-talet har restaurerats, liksom ishuset. Vissa byggnader användes efter andra världskriget som lagerlokaler av Estlands nationalmuseum.
Efter andra världskriget etablerades på herrgårdens ägor den sovjetiska bombflygbasen Raadi flygbas, som drevs fram till 1992. År 2016 invigdes en ny museibyggnad för Estlands nationalmuseum i närheten av den tidigare huvudbyggnaden och av herrgårdsparken.

## Bildgalleri

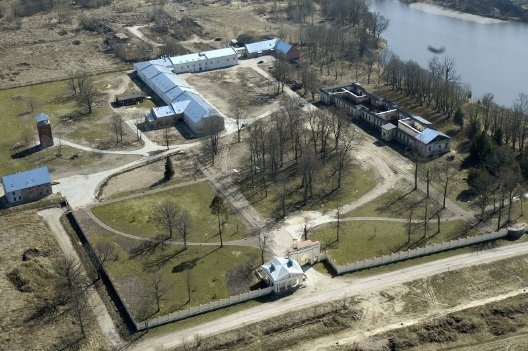
Flygbild
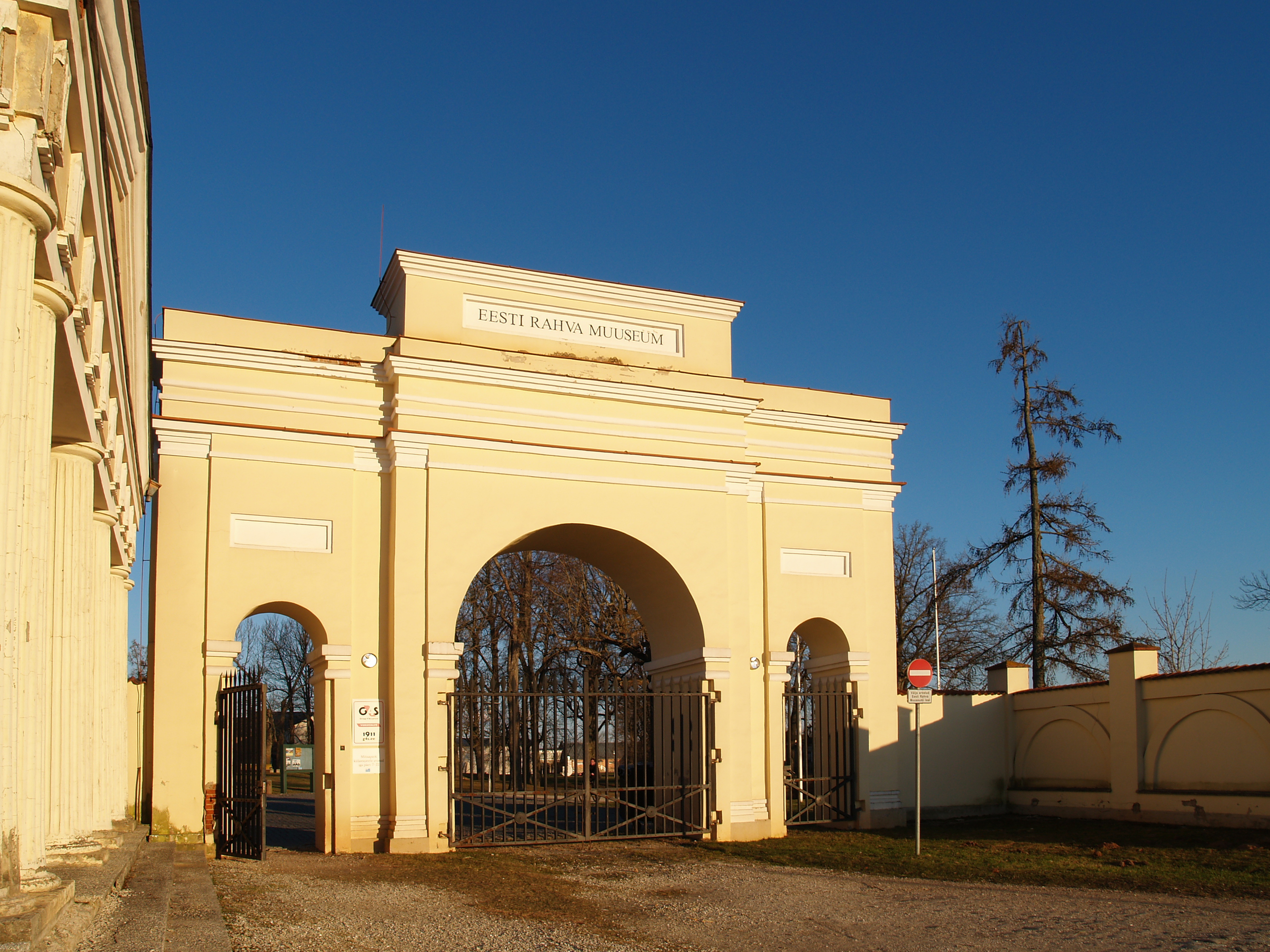
Raadis port
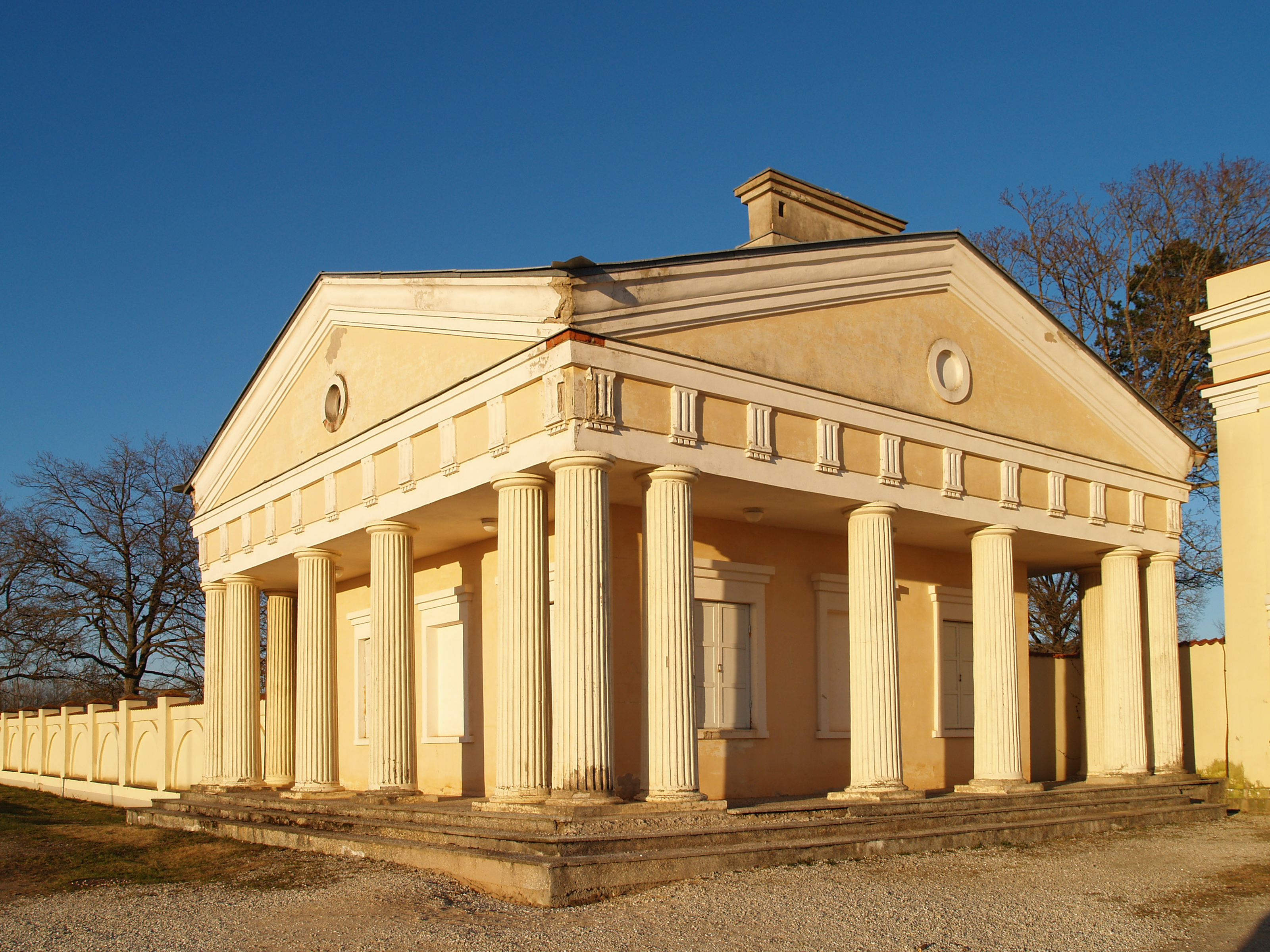
Raadis entrébyggnad
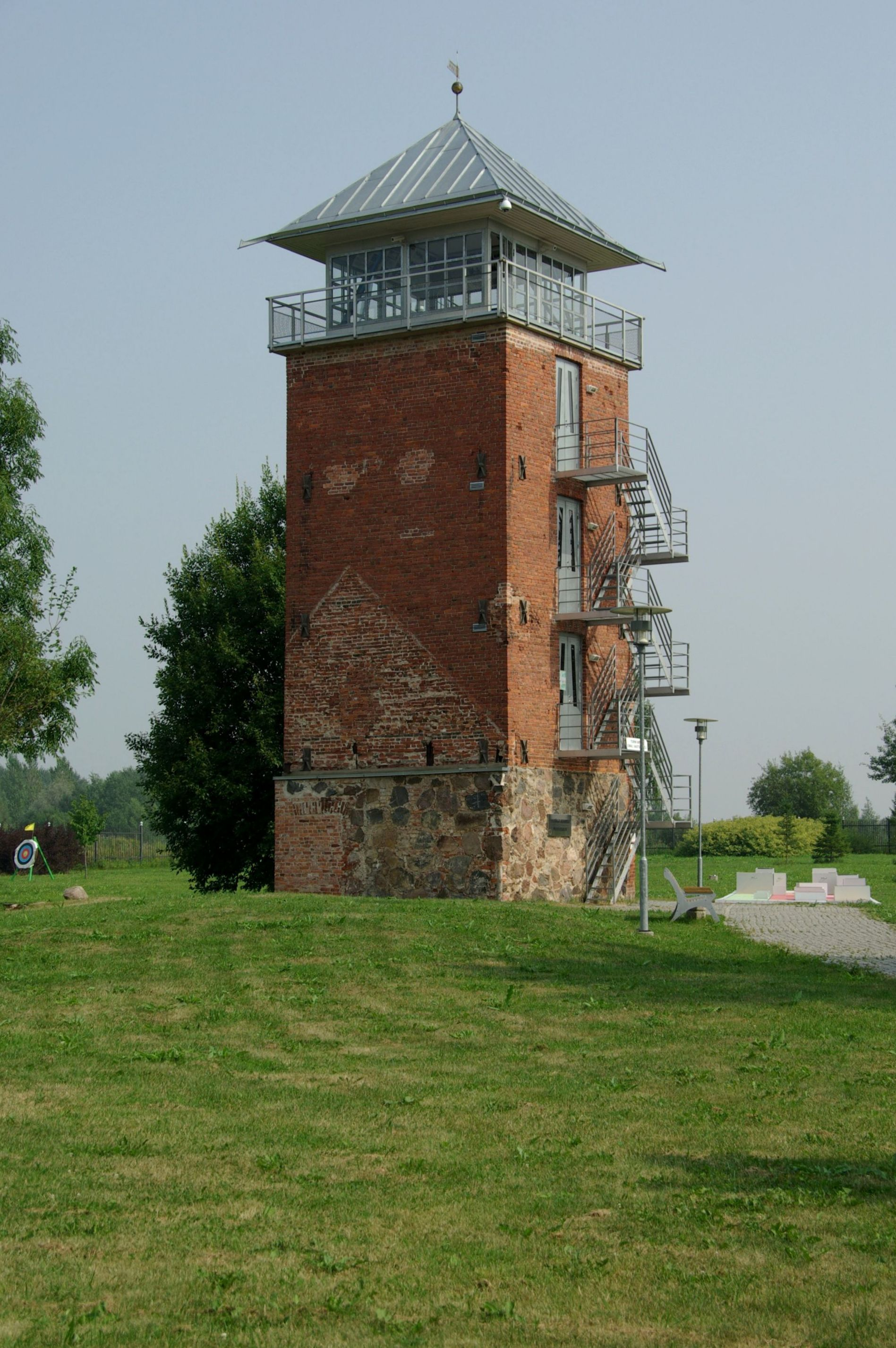
Raadis vattentorn
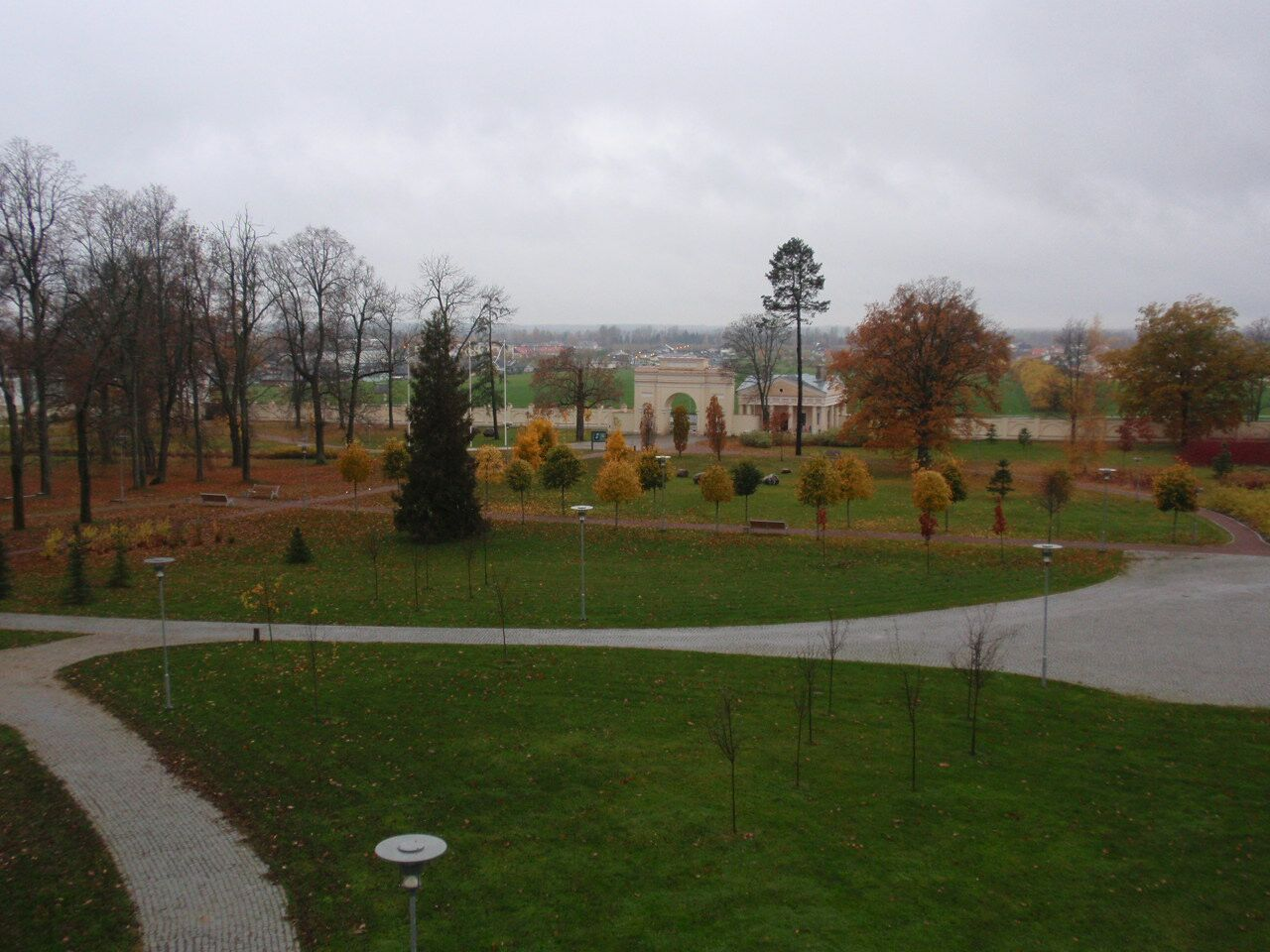
Raadis herrgårdspark
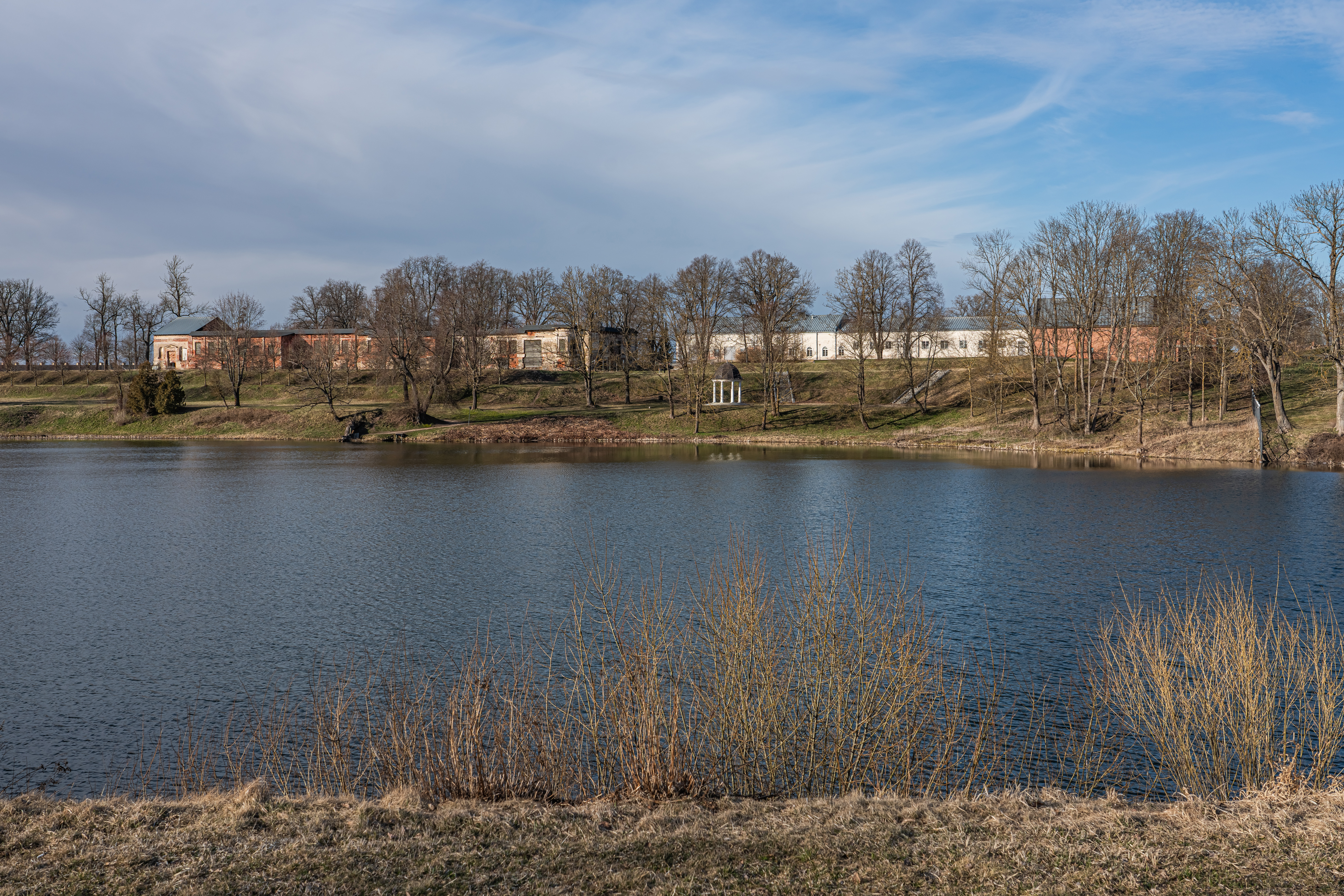
Parkdammen